# Mikroregion Tolštejn
Die Mikroregion Tolštejn ist eine tschechische Mikroregion an der Grenze zu  Sachsen. Sie wurde im August 1999 gebildet, um Kräfte und Mittel vor allem zur Förderung des Fremdenverkehrs zu vereinen. In der 139,87 km² großen Mikroregion leben insgesamt 24.305 Einwohner.
In der Region liegen folgende Ortschaften:
- Varnsdorf (Warnsdorf)
- Krásná Lípa (Schönlinde)
- Chřibská (Kreibitz)
- Dolní Podluží (Niedergrund)
- Rybniště (Teichstatt)
- Horní Podluží (Obergrund)
- Jiřetín pod Jedlovou (Sankt Georgenthal)
- Doubice (Daubitz)

Außerdem umfasst die Mikroregion drei Naturschutzgebiete: den Nationalpark Böhmische Schweiz, das Naturschutzgebiet Labské pískovce (Elbsandsteingebirge) und das Naturschutzgebiet Lužické hory (Lausitzer Gebirge). Durch die Mikroregion Tolštejn verläuft die europäische Wasserscheide, von der Flüsse in die Nordsee bzw. in die Ostsee fließen. 
Der Name Tolštejn geht auf die Burg Tolštejn zurück, die im Mittelalter eine bedeutende Rolle an der nördlichen Grenze des Königreichs Böhmen gespielt hat.